# Spoorlijn aansluiting Sturm - Düsseldorf-Lierenfeld
De spoorlijn aansluiting Sturm - Düsseldorf-Lierenfeld is een Duitse spoorlijn en is als spoorlijn 2417 onder beheer van DB Netze. 

## Geschiedenis
Het traject werd door de Deutsche Reichsbahn geopend op 6 december 1932.  

## Treindiensten
De lijn is alleen in gebruik voor goederenvervoer.

## Aansluitingen
In de volgende plaatsen is of was er een aansluiting op de volgende spoorlijnen:
aansluiting Sturm
DB 2413, spoorlijn tussen Düsseldorf-Eller en Düsseldorf Hauptbahnhof
DB 2418, spoorlijn tussen Düsseldorf-Eller en de aansluiting Sturm
aansluiting Berg
DB 2650, spoorlijn tussen Keulen en Hamm
Düsseldorf-Lierenfeld
DB 13, spoorlijn tussen Düsseldorf-Rath en Düsseldorf-Lierenfeld
DB 2410, spoorlijn tussen Düsseldorf-Lierenfeld en Düsseldorf-Derendorf
DB 2411, spoorlijn tussen Düsseldorf-Reisholz en Düsseldorf-Derendorf

## Elektrificatie
Het traject werd in 1962 geëlektrificeerd met een wisselspanning van 15.000 volt 16 2/3 Hz.